# أنس الشيخ
أنس الشيخ (ولد في 1 يناير 1968 في البحرين) فنان تشكيلي بحريني.

## النشأة والتعليم
من مواليد 1 يناير 1968 في البحرين.
حصل على دبلوم هندسة معمارية من الأردن في عام 1989.

## السيرة الذاتية
- عضو جمعية البحرين للفن المعاصر.
- المعارض المشتركة: 2003 المعرض المشترك مع هائلة الوعري (ذاكرة المكان).
- المعارض التخصصية: 2002 المعرض الجماعي الأول للفن المركب (الخروج نحو الداخل).
- المعارض الفردية: 2001 معرض (ذاكرة الذكرى).
- أهم المعارض المحلية: 1997 المعرض الخيري لجمعية الصداقة للمكفوفين/ 1992 معرض قوة الدفاع البحرينية/ 1990 معرض مدرسة البيان/ 1988 معرض نادي الطلبة بالخارج/ 1981 معرض الربيع التاسع - جمعية الفن المعاصر/ 1978 - 83 - 82 - 81 - 80 معارض الاندية الوطنية.
- أهم المعارض الخارجية: 95 - 1993 بينالي الشارقة الأول والثاني/ 1995 معرض الفن التشكيلي البحريني - لبنان - الكويت - البحرين - الإمارات - السعودية/ 1990 موسم أصيلة الثقافي - المغرب/ 1981 معرض التجمع الدولي للشباب والأطفال - تونس/ 1981 معرض الاساتذة والطلبة البحرينيين - العراق/ 1981 معرض اسبوع الإخاء البحريني السعودي - الرياض.
- أهم التجارب الفنية الخاصة: 2001 أخرج وكتب سيناريو لفيلم قصير (فيديو) مستوحى من المعرض الشخصي الأول (ذاكرة الذكرى)/ 1991 تجربة فنية مشتركة (تشكيل وتمثيل وموسيقى) البحرين.
- الأنشطة الأخرى: 2002 نظم أول معرض جماعي متخصص في الفن المركب في البحرين تحت عنوان (الخروج نحو الداخل) أخرج الكثير من الكتب/ العمارة التقليدية في البحرين 1994/ بطولة كأس العالم 1986 صمم مركبة فنية في كرنفال العيد الوطني - البحرين/ له الكثير من الكتابات التشكيلية في صحيفة «الأيام» البحرينية.
- أهم لجان الاختيار والتحكيم: 2003 إلى 2000 عضو لجنة التحكيم معرض الأطفال - مدرسة عبد الرحمن كانو - النادي الاهلي - مركز سلمان الثقافي للأطفال - معارض ومسابقات لجنة طفل المستقبل - نادي الخريجين/ 1997 - 96 - 95 عضو لجنة الفرز والاختيار المعارض السنوية للفنون التشكيلية - وزراء شئون مجلس الوزراء والاعلام.

في 15 فبراير 2013 اعترض الشيخ على تواجد ما أطلق عليه لقب المرتزقة في البحرين وطالب بطردهم من بلاده.
في 25 يوليو 2014 وقع على بيان مع ثلة من أدباء وفنانين ومثقفين من البحرين يدين فيه النهج الهمجي لإسرائيل ضد الشعب الفلسطيني وارتكاب مجازر وحشية على مرأى ومسمع الضميرين العالمي والعربي ضد الشعب الفلسطيني في غزة.

## الجوائز والتكريمات
1995 - 93 الجائزة الثانية بينالي الشارقة الثاني/ 1990 أفضل شعار وملصق وديكور مسرحي - المهرجان المسرحي الرابع للاندية الوطنية/ 1987 - 83 - 82 معرض الاندية/ 1985 الجائزة الذهبية - المهرجان المسرحي الأول لشباب دول مجلس التعاون لدول الخليج العربي - الكويت.